# Verlorene Liebesmüh’
Verlorene Liebesmüh’ (Originaltitel: Love’s Labour’s Lost) ist eine britisch-amerikanische Filmkomödie aus dem Jahr 2000. Regie führte Kenneth Branagh, der auch das Drehbuch anhand des Theaterstücks Verlorene Liebesmüh von William Shakespeare schrieb und eine der größeren Rollen übernahm.

## Handlung
Die Handlung spielt in einer fiktiven Parallelwelt im Jahr 1939. König Ferdinand von Navarra und seine drei Freunde Berowne, Longaville und Dumaine kehren heim. Sie schwören, eine gewisse Zeit auf Liebesbeziehungen zu verzichten und sich stattdessen den Künsten zu widmen. Der König wird von einer französischen Prinzessin besucht, die von den drei Hofdamen Rosaline, Maria und Katherine begleitet wird. Ferdinand verliebt sich in die Prinzessin, seine Freunde verlieben sich jeweils in eine der Hofdamen. Die Männer offenbaren auf einem Ball die Gefühle; die Frauen verlangen jedoch Liebesbeweise, indem die Männer ein Jahr auf sie warten.

## Kritiken
Derek Elley schrieb in der Zeitschrift Variety vom 16. Februar 2000, der Film sei eine „herrliche“ Abhandlung über Liebe im „alten Hollywood-Stil“. Der Film sei ohne Präzedenzfall – die 1990er Jahre hätten einige modernisierte Adaptationen Shakespeares gebracht, aber keine würde wie ein traditionelles Musical stilisiert. Branagh habe sich bemüht, modernes Publikum anzusprechen, indem er die Dialoge zusammengestrichen und die Handlung vereinfacht habe.
Filmdienst schrieb, der Film verzichte „auf die zeitgenössischen Anspielungen“ und erhebe „das Stück durch die Verwendung vieler Gesangs- und Tanznummern in den Rang eines eleganten Musicals“, was „die Zeitlosigkeit der Liebesgeschichte“ zusätzlich unterstreiche.
Die Zeitschrift Cinema verglich den „wunderbaren Film“ mit einem „explosiven Broadway-Musical“. Er verwebe „Songs von Porter, Gershwin und Berlin mit dem Originaltext“.
In der Rezension der Berliner Zeitung vom 25. Mai 2000 hieß es dagegen: „„Verlorene Liebesmüh“ ist völlig frei von Hintersinn, deswegen kann der Film in seinen besten Momenten nicht mehr als gelungene Situationskomik erreichen.“
Auch in der Filmkritik der Stuttgarter Nachrichten wurde Kenneth Branaghs Verfilmung von Shakespeares Komödie kritisch beurteilt: „'Verlorene Liebesmüh’ ist nicht mehr als ein hilfloser Versuch, das Genre des Musikfilms neu zu beleben.“

## Auszeichnungen
Adrian Lester wurde im Jahr 2000 für den British Independent Film Award nominiert. Der Film wurde im Jahr 2001 für den Tonschnitt für den Golden Reel Award nominiert.

## Hintergründe
Der Film wurde in den englischen Shepperton Studios gedreht. Seine Produktionskosten betrugen schätzungsweise 13 Millionen US-Dollar. Die Weltpremiere fand am 14. Februar 2000 auf den Internationalen Filmfestspielen Berlin statt, einige weitere Filmfestivals folgten. Der Film spielte in den britischen Kinos ca. 144 Tsd. Pfund Sterling ein und in den US-amerikanischen ca. 169 Tsd. US-Dollar.